# Grabków (powiat konecki)
Grabków – wieś w Polsce położona w województwie świętokrzyskim, w powiecie koneckim, w gminie Końskie.
Wieś wchodzi w skład sołectwa Sworzyce.
| SIMC    | Nazwa   | Rodzaj    |
| ------- | ------- | --------- |
| 1017534 | Kolonia | część wsi |

Do 1954 siedziba gminy Sworzyce. W latach 1954–1972 wieś należała i była siedzibą władz gromady Grabków. W latach 1975–1998 miejscowość należała administracyjnie do województwa kieleckiego.
Przez miejscowość przebiega droga wojewódzka nr 746.
Według spisu powszechnego z roku 1921, wieś Grabków w ówczesnej gminie Sworzyce liczyła 10 domów i 58 mieszkańców.
Wierni Kościoła rzymskokatolickiego należą do parafii św. Anny w Bedlnie.